# تمويل الشركات

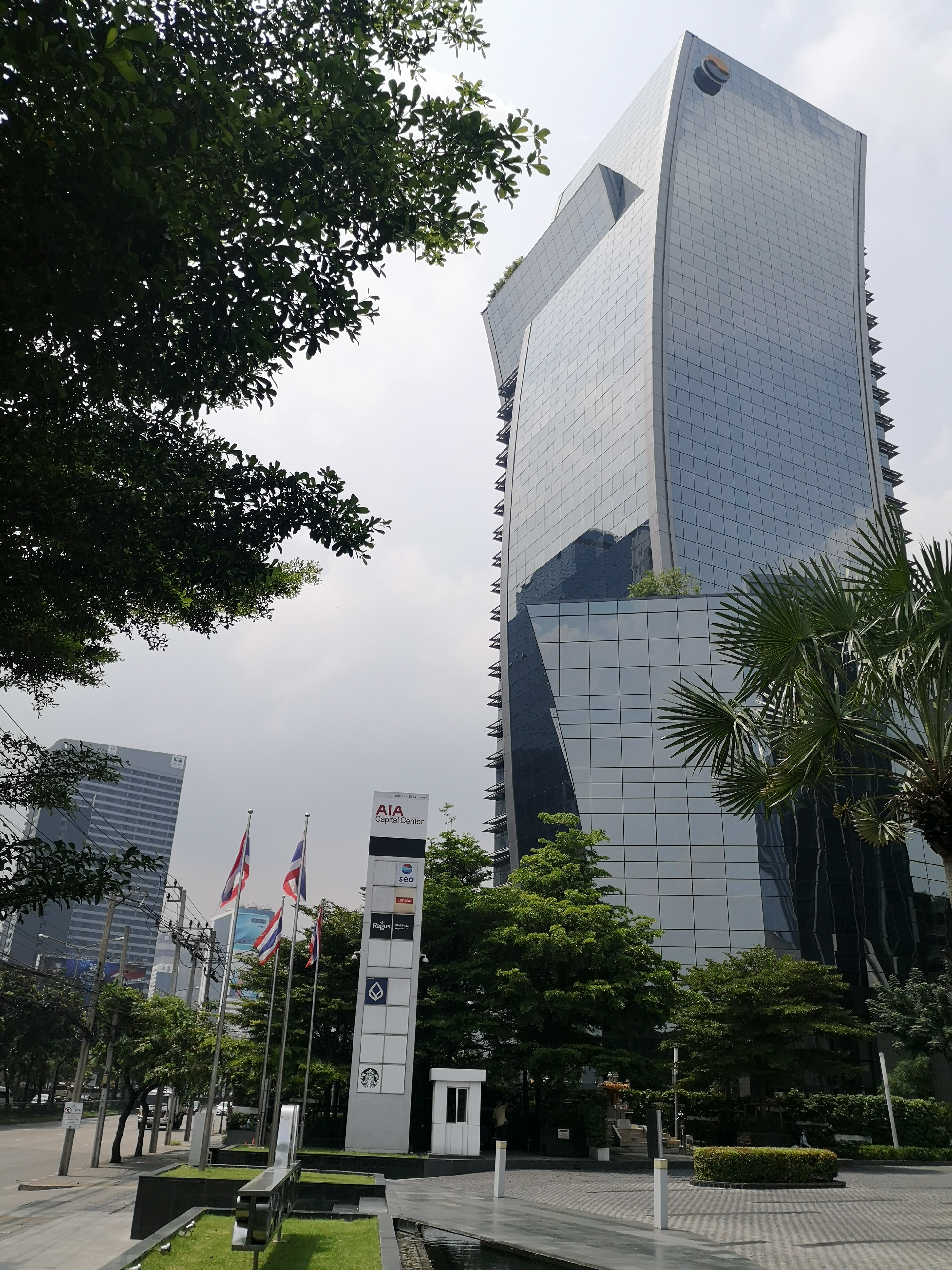
سوق الاوراق المالية في تايلند

تمويل الشركات هو فرع من فروع التمويل الذي يتعامل مع القرارات المالية التي تتخذها المؤسسات التجارية، وأدوات التحليل التي تستخدمها في صناعة هذه القرارات. ويَكمن الهدف الرئيسي لتمويل الشركات في تعزيز قيمة الشركة ، وإدارة مخاطرها المالية. وعلى الرغم من أنه يختلف عن الإدارة المالية التي تتعامل مع القرارات المالية الخاصة بكل الشركات وليس شركة بعينها، يُمكن تطبيق مفاهيم دراسة تمويل الشركات الرئيسية على مشاكل جميع الشركات المالية بأنواعها.
يُمكن تقسيم المادة إلى قسمين: قرارات وأساليب طويلة الأجل، وقرارات وأساليب قصيرة الأجل. إن قرارات الاستثمار الرأس مالي هي اختيارات طويلة الأجل تَحصل المشاريع من خلالها على عائد الاستثمار، ويكون القرار إما تَمويل هذا الاستثمار برأس المال أو الديون، أو توزيعه على المساهمين في صورة أرباح. ومن ناحية أخرى، يُمكن أن تندرج القرارات قصيرة الاجل تحت عنوان «إدارة رأس المال العامل». ويَتعامل هذا الموضوع مع تحقيق توازن قصير الأجل للأصول والخصوم الحالية. حيث يتم التركيز على إدارة السيولة، وقوائم الجرد، والاقتراض والإقراض قصيري الأجل (مثل شروط العملاء الائتمانية).
ترتبط شروط تمويل الشركات ومُمول الشركات بالخدمات المصرفية الاستثمارية. ويَكمن الدور الرئيسي للبنك استثماري في تقييم احتياجات الشركة المالية وإعطائها رأس المال الذي يتناسب مع تلك الاحتياجات.

## الاستثمار رأس المالي
قرارات الاستثمار رأس المالي  هي قرارات طويلة الأجل تهدف لتمويل الشركات طبقاً للأصول الثابتة وهيكل رأس المال. وتعتمد تلك القرارات على معايير عديدة. وتهدف إدارة الشركات إلى تعزيز قيمة الشركة من خلال الاستثمار في المشاريع التي تُحقق صافي القيمة الحالية بشكل إيجابي عند تقييمها باستخدام معدل خصم مناسب. ويجب تمويل هذه المشاريع بشكل مناسب أيضاً. وفي حالة غِياب مثل هذه الفرص، يتطلب تعزيز قيمة المساهمين إعادة الفائض النقدي إلي المساهمين (عن طريق توزيع أرباح الأسهم). وبالتالي، تتضمن قرارات الاستثمار رأس المالي قراراً استثمارياً، وقراراً تمويلياً، وقراراً لتوزيع الأرباح.

### قرار الاستثمار
يجب على الإدارة تخصيص موارد محدودة بين الفرص المتنافسة (المشاريع) في عملية تُعرف باسم إعداد موازنة رأسمالية. ويتطلب اتخاذ قرار تخصيص رأس المال تقدير قيمة كل فرصة أو مشروع، الذي يعتمد على الحجم والتوقيت والتنبؤ بتحقيق تدفقات نقدية في المستقبل.

#### تقييم المشاريع
يتم تقدير قيمة كل مشروع عادةً باستخدام التدفقات النقدية المخصومة (DCF). ثم يتم اختيار الفرصة التي حصلت على أعلى قيمة قيست باستخدام صافي القيمة الحالية (NPV) (طبَّقه جويل عميد دين على تمويل الشركات في عام 1951). ويتطلب ذلك تقدير حجم وتوقيت كل التدفقات النقدية المتزايدة الناتجة عن المشروع. ثم يتم خصم هذه التدفقات النقدية المستقبلية لتحديد قيمتهم الحالية (أنظر القيمة الوقتية للنقود). ثم يتم جمع هذه القيم الحالية، ومن ثم يُصبح هذا المبلغ الصافي للنفقات الاستثمارية الأولية صافي القيمة الحالية.
يتأثر صافي القيمة الحالية تأثراً كبيراً بمعدل الخصم. وبالتالي، يُعتبر تحديد معدل الخصم المناسب (غالباً ما يُطلق عليه «معدل عقبة» المشروع)  ضرورياً لاتخاذ القرار المناسب. إن معدل العقبة هو الحد الأدنى من عائد الاستثمار، أي معدل الخصم المناسب للمشروع. ويجب أن يعكس هذا المعدل نسبة المخاطرة في الاستثمار، التي عادةً ما تُقاس من خلال تقلبات التدفقات النقدية. كما أنها يجب أن تأخذ في الاعتبار عملية مزج التمويل. ويَستخدم المديرون نماذج مثل الـCAPM أو الـAPT لتقدير معدل الخصم المناسب للمشروع. كما يستخدمون متوسط تكلفة رأس المال (WACC) ليعكس التمويل المتعدد الذي سيتم اختياره. (ومن الخطأ اختيار معدل الخصم لأي مشروع من خلال استخدام متوسط تكلفة رأس المال التي تُتطبق على الشركة كلها. ولا تعد هذه الطريقة مناسبة، حيث أن مخاطر المشروع تختلف اختلافاً كبيراً عن محفظة الأصول الحالية للشركة).
هناك العديد من المعايير التي تستخدم كمعايير اختيار ثانوية في مجال تمويل الشركات، بالإضافة إلى صافي القيمة الحالية. وتعتمد هذه المعايير على التدفقات النقدية المخصومة وتشمل: فترة الاسترداد المخصومة، ومعدل العائد الداخلي، ومعدل العائد الداخلي المعدَّل، والقيمة المُكافئة السنوية، وكفاءة رأس المال، والعائد على الاستثمار.

#### مرونة التقييم
وفي مشاريع البحث والتطوير مثلاً، يُمكن أن يفتح المشروع (أو يغلق) مسارات العمل في الشركة. ولكن عادةً لا يمكن تطبيق هذا الأمر من خلال صافي القيمة الحالية. ومن ثم تلجأ الإدارة (أحياناً) إلى توظيف أدوات لوضع قيمة واضحة لهذه الخيارات. ويتم خصم متوسط التدفقات النقدية في التقييم المعتمد على التدفقات النقدية المخصومة، بينما يتم تخطيط «طبيعة منظمة مرنة» للاستثمار تأخذ في الاعتبار «جميع» الأرباح المُحتملة. ويكمن الفرق بين التقييمين في «قيمة المرونة» الكامنة في المشروع.
أكثر الوسائل شيوعاً هي: التحليل باستخدام شجرة القرار (DTA)، والتحليل باستخدام الخيارات الحقيقية (ROA)؛ ويمكن استخدامهما بالتبادل:
- يخلق أسلوب الـDTA المرونة من خلال دمج الأحداث الممكنة (أو الحالات) والقرارات الإدارية المترتبة على ذلك. ففي شجرة القرار، يخلق كل قرار إداري «فرع» أو «مسار» يمكن أن تتبعه الشركة؛ وتُحدد الإدارة احتمالات كل حدث. وعندما يتم بناء الشجرة: (1) تصبح «جميع» الأحداث الممكنة ونتائجها واضحة للإدارة؛ (2) تختار الإدارة الإجراءات المناسبة للمسار ذو أعلى قيمة احتمالية؛ (3) ثم تسلك الشركة هذا المسار باعتباره يُمثل قيمة المشروع، على افتراض أنها قد إتخذت القرار العقلاني. (فعلى سبيل المثال، قد تبني شركة مصنعاً حيث يزيد الطلب على منتجه عن مستوى معين خلال المرحلة التجريبية، وإلا تضطر الشركة للاستعانة بمصادر خارجية للإنتاج. وبالتالي، ستساعد زيادة الطلب في توسيع المصنع، والحفاظ عليه. أما في نموذج خصم التدفقات النقدية، لا يوجد هناك «فروع»—حيث يجب دراسة كل سيناريو على حدى).
- يستخدم أسلوب الROA عادةً عندما تعتمد قيمة المشروع على قيمة بعض الأصول الأخرى. حيث يتم استخدام نظرية الخيار المالي كإطار. وبالتالي، يُعتبر اتخاذ القرار مناسباً إما لخيار الشراء أو خيار البيع—ثم يتم التقييم من خلال النموذج الثنائي، أو بلاك شولز. وبالتالي، تُصبح القيمة «الحقيقية» للمشروع هي صافي قيمة السيناريو الحالية مضافاً عليها قيمة الاختيار. (فعلى سبيل المثال، يعتمد نجاح مشروع تعدين على سعر الذهب؛ إذا كان السعر منخفضاً جداً، فستتخلى الإدارة عن حقوق التعدين، أما إذا كان السعر مرتفعاً بما يكفي، ستطور الإدارة جسم المادة الخام. ولا يُحقق التقييم المعتمد على التدفقات النقدية المخصومة إلا نتيجة واحدة فقط من هذه النتائج.

#### تحديد مقدار عدم اليقين
ونظراً لعدم اليقين بالتنبؤ بالمشروع وتقييمه ، يرغب المحللون في تقييم مدى حساسية صافي القيمة الحالية للمشروع ومقارنته بالمدخلات المختلفة (أي الافتراضات) الموجودة بنموذج خصم التدفقات النقدية. وفي تحليل نموذجي للحساسية، سيُغير المحلل أحد العوامل الرئيسية، بينما يحتفظ بجميع المدخلات الأخرى كما هي. وبالتالي، يتم التعرف على حساسية صافي القيمة الحالية للتغيير، ويتم حسابه باعتباره «زاوية ميل مستقيم»: ΔNPV / Δfactor فعلى سبيل المثال، يُحدد المحلل صافي القيمة الحالية طبقاً لمعدلات النمو المتعددة للإيرادات السنوية على النحو المُحدد (عادةً ما يكون في شكل مجموعة من المتزايدات مثل -10٪، أو -5٪، أو 0٪، أو 5٪....)، ومن ثم يتم تحديد الحساسية باستخدام هذه الصيغة. وقد يكون العديد من المتغيرات ذات فائدة في كثير من الأحيان، ويمكن أن تتجمع النتائج لإحداث «سطح للقيمة» (أو «فضاء للقيمة»)، حيث أن صافي القيمة الحالية تُعد وظيفة من وظائف المُتغيِّرات المتعددة.
ويُمكن للمحللين أيضاً التوقع بصافي القيمة الحالية اعتماداً على السيناريو. حيث يشمل السيناريو على نتائج اقتصادية مُعينة، وعوامل «عالمية» (سعر الصرف وأسعار السلع الأساسية، إلخ...) فضلاً عن عوامل الشركة المُحددة (عائدات معدلات النمو، وتكاليف الوحدة، إلخ...). ومثال على ذلك، يُمكن للمحلل تحديد سيناريوهات مُعينة للنمو (5٪ «لأسوأ الحلالات»، و10٪ «للحالة المُحتملة» و25٪ «لأفضل حالة»)، حيث يتم ضبط جميع المدخلات الرئيسية لتكون متسقة مع افتراضات النمو، ومن ثم يتم حساب صافي القيمة. ففي حالة التحليل المعتمد على السيناريو، يجب أن تكون توليفات المدخلات المختلفة متسقة داخلياً. أما في حالة قياس الحساسية، فلا يوجد حاجة لذلك. ويُطبق هذا الأسلوب لتحديد نسبة صافي القيمة الحالية بدون تحيز، حيث تُحدد الإدارة احتمالية (موضوعية) لكل سيناريو—وبالتالي، تُصبح قيمة المشروع الحالية هي الوسيط الوزني للسيناريوهات المختلفة.
هذا بالإضافة إلى بناء نماذج مالية عشوائية أو احتمالية—على عكس النماذج الثابتة والحتمية التقليدية. وتُعتبر طريقة مونت كارلو أكثر الأساليب شيوعاً لتحليل صافي قيمة المشروع الحالية. أدخل ديفيد بي هيرتز هذه الطريقة إلى علم التمويل في عام 1964، ولكنها لم تصبح مشهورة إلا في الآونة الأخيرة: حيث يستطيع المحللون اليوم استخدام محاكيات في جداول تستند إلى نماذج التدفقات النقدية المخصومة عن طريق وظيفة إضافية مثل الكرة البلورية. ويُحفِّز استخدام المحاكاة مكونات التدفق النقدي الذي يتأثر بعدم اليقين (بشكل كبير)، وهي تعكس رياضياً «خصائصها العشوائية». فعلى عكس السيناريو المذكور أعلاه، تنتج المحاكاة هنا آلاف من النتائج العشوائية الممكنة، أو «المحاولات». أنظر طريقة مونت كارلو. ثم يخرج الناتج في شكل رسم بياني لصافي قيمة المشروع الحالية، ومتوسط صافي الدخل من الاستثمارات المحتملة، فضلاً عن التقلبات الأخرى. ويقدم هذا الرسم البياني معلومات غير مرئية عن التدفقات النقدية المخصومة الثابتة: فعلى سبيل المثال، يسمح الرسم بتقدير احتمالية أن يزيد صافي قيمة المشروع الحالية عن صفر (أو أي قيمة أخرى).
واستكمالاً لهذا المثال: بدلاً من تحديد ثلاثة قيم منفصلة لنمو الإيرادات والمتغيرات الأخرى، يمكن للمحلل تعيين توزيع احتمالات مناسب لكل متغير (عادةً ما يكون ثلاثي أو بيتا)، وتحديد العلاقة المفترضة بين المتغيرات إن وجدت. ومن ثم يُمكن اختيار عينات من تلك التوزيعات عدة مرات لتوليد آلاف السيناريوهات وتقديراتها، التي تُستخدم بعد ذلك لتكوين رسم بياني لصافي القيمة الحالية. ومن ثم تعكس الإحصاءات الناتجة (متوسط صافي الدخل والانحراف المعياري لصافي القيمة الحالية) «عشوائية» المشروع بشكل أكثر دقة من الفرق الناتج عن أسلوب السيناريو.

### قرار التمويل
ومن أجل تحقيق أهداف تمويل الشركات، يجب تمويل أي استثمار بشكل مناسب. ويمكن أن يؤثر التمويل المتعدد على التقييم، بسبب تَأَثُر كل من معدل العقبة والتدفقات النقدية (وبالتالي تتأثر نسبة المجازفة التي قد تتعرض لها الشركة). ومن ثم يتوجب على الإدارة تحديد «المزيج الأمثل» للتمويل، وهو هيكل رأس المال الذي سيؤدي إلى أقصي قيمة ممكنة. (أنظر: وسيط وزني لتكلفة رأس المال.
وستشمل مصادر التمويل مزيج من الديون وتمويل أسهم رأس المال. ويُؤدي تمويل المشاريع من خلال الديون إلى وجود مسؤولية أو التزام، مما قد يُؤثر على التدفقات النقدية بغض النظر عن درجة نجاح المشروع. ويعتبر تمويل حقوق الملكية أقل خطورةً من حيث التزامات التدفق النقدي، ولكنه يؤدي إلى إضعاف الملكية والسيطرة والربح. إن تكلفة رأس المال عادةً ما تكون أعلى من تكلفة الديون (أنظر نموذج تقييم الأصول الرأسمالية، ووسيط وزني لتكلفة رأس المال). وبالتالي، قد يؤدي تمويل حقوق الملكية إلى زيادة معدل العقبة الذي قد يُعوض خطورة انخفاض التدفق النقدي.
ويجب على الإدارة أيضاً محاولة مطابقة التمويل المتعدد مع الأصول التي سيتم تمويلها، سواء من حيث التوقيت أو التدفقات النقدية.
تعتبر نظرية الترتيب الهرمي واحدة من النظريات الرئيسية التي تساعد الشركات في اتخاذ القرارات المالية، حيث تتجنب الشركات التمويل الخارجي في حين حصولها على التمويل الداخلي المتاح، وتجنُّب تمويل حقوق الملكية بينما يستطيعون المشاركة في تمويل ديون جديد ذو معدل فائدة منخفض. وهناك نظرية رئيسية أخرى هي نظرية المقايضة. حيث يُفترض أن تُقايض الشركات بمزايا الديون الضريبية في مقابل تكاليف إفلاس الدين عند اتخاذ القرارات. وظهر مجال جديد في نظرية التمويل هو التمويل الحق، حيث يمكن للمصارف الاستثمارية والشركات تعزيز العائد على الاستثمار وقيمة الشركة يمرور الوقت من خلال تحديد أهداف الاستثمار المناسب، والإطار السياسي، والهيكل المؤسسي، ومصدر التمويل (الديون أو حقوق الملكية) والإنفاق وفقاً لاقتصاد معين وسوق مـحدد. وآخر نظريات هذا القرار هي فرضية توقيت السوق التي تنص على أن الشركات تبحث عن أرخص أنواع التمويل بغض النظر عن مستويات الموارد الداخلية الحالية، أو الديون، أو حقوق الملكية.

### قرار توزيع الأرباح
يتم حساب خيار توزيع الأرباح  وكميتها على أساس أرباح الشركة غير المُخصصة، والأرباح المُتوقع تحقيقها في السنة المُقبلة. وإذا لم يَكن هناك فرص إيجابية لتحقيق قيمة حالية صافية (أي المشاريع التي يتجاوز فيها العائد معدل العقبة)، يجب على الإدارة إعادة السيولة الفائضة إلى المستثمرين. وتشتمل هذه التدفقات النقدية الحرة على البقايا النقدية بعد تسوية جميع نفقات الأعمال.
إن هذه هي الحالة العامة، ولكن هناك استثناءات. فعلى سبيل المثال، يتوقع مستثمري «أسهم النمو» أن تبقي الشركة على الأرباح لتمويل النمو داخلياً. على الرغم من أن صافي القيمة الحالية سلبياً، قد تنظر الإدارة في «مرونة الاستثمار»/الفوائد والعوائد المحتملة، ومن ثم تُقرر الإبقاء على التدفقات النقدية.
ويجب على الإدارة أيضاً اتخاذ القرار بشأن كيفية توزيع أرباح الأسهم، إما عن طريق توزيع أرباح نقدية أو إعادة شراء الأسهم. ويمكن أخذ العوامل الآتية في الاعتبار: حيث يجب على المساهمين دفع ضرائب على أرباح الأسهم، كما يمكن للشركات إما الاحتفاظ بالأرباح أو إعادة شراء الأسهم. وسيؤدي ذلك في الحالتين إلى زيادة قيمة الأسهم المتداولة. وستدفع الشركات «الأرباح» من خلال الأسهم. وتُعتبر سياسة توزيع الأرباح اليوم ذات قيمة محايدة.

## إدارة رأس المال العامل
يشار إلى القرارات المُتعلقة برأس المال العامل والتمويل قصير الأجل بإدارة رأس المال العامل  وهي تشمل إدارة العلاقة بين أصول الشركة قصيرة الأجل والمسئوليات قصيرة الأجل.
وبالتالي، يهدف تمويل الشركات إلى تعزيز قيمة الشركة. وعلى المدى الطويل، تُعزز قرارات الاستثمار الرأس مالي قيمة الشركة من خلال استثمارات ذات قيمة صافية إيجابية مناسبة. وتؤثر هذه الاستثمارات علي التدفق النقدي وتكلفة رأس المال.
تهدف إدارة رأس المال العامل إلى ضمان قدرة الشركة على العمل، بالإضافة إلى توافر السيولة النقدية الكافية لتسديد الديون طويلة وقصيرة الأجل والنفقات التشغيلية المقبلة. ويتم تعزيز القيمة الشركة عندما يتجاوز العائد على رأس المال قيمة تكلفة رأس المال.

### معايير اتخاذ القرار
رأس المال العامل هو مقدار رأس المال المتوفر لدى المنظمة. وهذا يعنى أن رأس المال العامل هو الفارق بين الموارد النقدية أو التي يمكن تحويلها إلى نقود (الأصول المتداولة) والاحتياجات النقدية (الديون الحالية). وبالتالي، تُعد القرارات المرتبطة برأس المال العامل قرارات قصيرة المدى.
تختلف قرارات رأس المال العامل عن قرارات الاستثمار من حيث القيمة الوقتية للنقود والأرباح. (هذا بالإضافة إلى اعتبارات أخرى مثل إدارة مخاطر المؤسسات وأهداف العائد التي تظل كما هي، على الرغم من وجود بعض القيود، مثل تلك التي يفرضها قروض الاتفاقيات.
ومن ثم لا يتم اتخاذ قرارات إدارة رأس المال العامل وفقاً لنفس الأسس التي تعتمد عليها القرارات طويلة المدى. وتطبق إدارة رأس المال العامل معايير مختلفة في صنع القرار: (1) التدفق النقدي/ السيولة، و (2) الربحية/العائد على رأس المال (ويعد التدفق النقدي أكثرها أهميةً).
- تُعتبر دورة تحويل النقد أكثر أساليب قياس التدفق النقدي استخداماً. ويمثل ذلك الفارق الزمني بين الدفع النقدي مقابل المواد الخام والأموال المجمعة من المبيعات. وتعكس دورة تحويل النقد قدرة الشركة على تحويل مواردها إلى أموال نقدية. وذلك لأن هذا الرقم يدل على الوقت الذي يستغرقه رأس مال الشركة العامل بحيث يكون غير متوفر لأي أنشطة أخرى، ولذلك تهدف الإدارة عادةً إلى تحقيق حساب صافي قليل. (هناك مقياس آخر يسمى إجمالي دورات التشغيل، وهو نفسه دورة تحويل النقود، ولكنه لا يأخذ في الاعتبار فترة تأجيل الدائنين).
- وفي هذا السياق، يُعد العائد على رأس المال (ROC) هو أكثر أساليب قياس الربحية فائدةً. وتظهر النتيجة كنسبة مئوية يتم تحديدها من خلال دخل الشركة لمدة 12 شهر، وذلك عن طريق رأس المال العامل؛ يُظهر العائد على حقوق المساهمين (ROE) هذه النتيجة أيضاً لمساهمي الشركة. وبالتالي، يتم تعزيز قيمة الشركة عندما يتجاوز العائد على رأس المال تكلفة رأس المال. ومن ثم تعتبر المقاييس الـROC أداة إدارية مفيدة لأنها تصل بين السياسة قصيرة الأجل والسياسة طويلة الأجل في صنع القرار.

### أنواع مصادر التمويل
فيما يلي، شرحاً لأكثر مصادر التمويل استخداما
تمويل أسهم رأس المال
إن تمويل الأسهم هو شكل من أشكال جذب الأموال للشركات، وهو يشمل بيع أسهم الشركة، ومقايضة جزء من ملكية الشركة برأس المال. تعتمد نسبة تمويل الأسهم على حجم الاستثمار من قبل المالك.
=تمويل الدَّين
الدَّين هو التمويل الذي يجب سداده. يتميز هذا النوع من مصادر التمويل بأن المقرض يطلب نسبة فائدة يتوجب دفعها مقابل إقراضه المال.
=تمويل الإيجار
في هذا النوع من التمويل، يمنح مالك الأصل (المؤجر) شخصا آخر (المستأجر) الحق في استخدام الأصل لقاء دفعات دورية، على سبيل المثال ، شهريا. من بين هذه الأصول نذكر المركبات والمعدات والبرمجيات، والتي تجذب تمويل الإيجار.
تشارك الحكومات أيضا بصورة كبيرة في عملية التمويل من خلال هيكلة ميزانية الحكومة. غالبا ما تضطر الحكومة للاقتراض عندما تنفق أموالا أكثر من إيراداتها، ويطلق على ذلك اسم تمويل العجز.

### إدارة رأس المال العامل
ستسخدم الإدارة مزيج من السياسات والتقنيات اللازمة لإدارة رأس المال العامل. وتهدف هذه السياسات إلى إدارة الأصول الحالية (النقود وأشباه النقود، وقوائم الجرد والمدينون) والتمويل قصير المدى.
- إدارة النقد. وهي تُحدد الرصيد النقدي الذي يسمح للشركة القيام بمسئولياتها اليومية، ولكنها تُقلل من تكاليف الاحتفاظ بالسيولة.
- إدارة المخزون. وهي تُحدد مستوى المخزون الذي يسمح بعمليات الإنتاج دون انقطاع، ولكنها تُقلل من الاستثمار في المواد الخام—وتُخفض تكاليف إعادة الترتيب—وبالتالي، يزيد التدفق النقدي. (أنظر إدارة سلسلة التزويد)
- إدارة المدينين. وهي تحدد السياسة الائتمانية المناسبة. وهي الشروط الائتمانية التي ستجذب العملاء، مثل أن أي تأثير على التدفقات النقدية ودورة تحويل النقود سيقابله زيادة في الإيرادات، وبالتالي يزيد العائد على رأس المال (أو العكس).

## إدارة المخاطر المالية
إدارة المخاطر هي عملية لقياس المخاطر، ثم وضع استراتيجيات وتنفيذها لإدارة تلك المخاطر. تركز إدارة المخاطر المالية على المخاطر التي يمكن إدارتها باستخدام الأدوات المالية المتداولة (مثل تغيرات أسعار السلع الأساسية، وسعر الفائدة، وسعر صرف العملات الأجنبية، وسعر السهم). كما ستلعب إدارة المخاطر المالية دوراً هاماً في إدارة النقد.
يرتبط هذا المجال بتمويل الشركات بطريقتين. أولاً، ينتج تعرض الشركة للمخاطر مباشرةً من قرارت التمويل والاستثمار. ثانياً، تهدف تلك القرارات إلى تعزيز قيمة الشركة أو الحفاظ عليها. وتشمل جميع [بحاجة لمصدر] الشركات الكبيرة على فِرق لإدارة المخاطر، كما تمارس الشركات الصغيرة إدارة المخاطر أيضاً بشكل غير رسمي.
وتُعتبر المشتقات هي أهم الأدوات [بحاجة لمصدر] التي يشيع استخدامها في إدارة المخاطر المالية. وذلك لأن عقود المشتقات تكون باهظة التكلفة في الإنشاء والرصد. وتتضمن أكثر وسائل إدارة المخاطر المالية تأثيراً على المشتقات، التي عادةً ما تكون متاحة في الأسواق المالية القوية. وتشمل تلك الأدوات الخيارات، والعقود الآجلة، والمقايضة.

## علاقة تمويل الشركات بغيره من مجالات التمويل

### الخدمات المصرفية الاستثمارية
يختلف استخدام مصطلح «تمويل الشركات» اختلافاً كبيراً حول العالم. ففي الولايات المتحدة، يُستخدم المصطلح لوصف الأنشطة، والقرارات، والتقنيات التي تتعامل مع جوانب الشركة المالية المتعددة ورؤس الأموال. وفي المملكة المتحدة ودول الكومنولث، يرتبط مصطلحا «تمويل الشركات» و«ممول الشركات» بالخدمات المصرفية الاستثمارية، حيث يستخدم رأس المال لصالح الشركة.

### المالية العامة والخاصة
يستخدم تمويل الشركات أدوات ناتجة عن جميع مجالات التمويل تقريباً. تُطبق المؤسسات بعض الأدوات التي وضعتها الشركات بشكل أكبر من الشركات ذاتها مثل الشراكات، والملكيات الفردية، والمنظمات التي لا تهدف للربح، والحكومات، والصناديق الاستثمارية، وإدارة الثروات الشخصية. ولكن في حالات أخرى، يكون تطبيق تلك الأدوات محدوداً جداً خارج ساحة تمويل الشركات. وذلك لأن الشركات تتعامل بأموال أكثر بكثير من الأفراد. ومن ثم يمكن التفريق بينها وبين المالية العامة والخاصة.

## المؤهلات المهنية ذات الصلة
تشمل المؤهلات المتصلة بالمجال ما يلي:
- مؤهلات التمويل:
  - الدرجة العلمية: درجة الماجستير في العلوم المالية (MSF)، ودرجة الماجستير في الاقتصاد المالى
  - الشهادات: محلل مالي معتمد (CFA)، ومؤهل تمويل الشركات (CF)، ومحلل استثمارات دولية معتمد (CIIA)، وجمعية أمناء صناديق الشركات المساهمة (ACT)، ومحلل سوق معتمد (CMA/FAD)، ومدير مالي (MFM)، وماجستير العلوم المالية والتحكم (MFC)، ومدير خزانة معتمد (CTP)، وجمعية المهن المالية، ومستشار معتمد لصفقات الاندماج والاستحواذ (CM&AA).
- مؤهلات الأعمال:
  - الدرجات العلمية: ماجستير إدارة الاعمال، ودرجة الماجستير في التجارة، وشهادة الدكتوراه في إدارة الأعمال
  - الشهادات: شهادة إدارة الأعمال، وشهادة ماجستير في إدارة الأعمال (CMBA)
- مؤهلات المحاسبة:
  - محاسب مؤهل: محاسب قانوني معتمد، ومحاسب إدارة معتمد، ومحاسب معتمد
  - مؤهلات غير قانونية: محاسب تكاليف معتمد، محاسب إداري معتمد